# Max Thierfelder
Max Ulrich Thierfelder (* 8. August 1885 in Rostock; † 21. April 1957 in Bandung (Indonesien)) war ein deutscher Militärarzt und Tropenmediziner.

## Leben
Max Thierfelder war ein Sohn des Rostocker Universitätsprofessors und Pathologen Albert Thierfelder und dessen erster Ehefrau Mathilde, geb. Schulze (1845–1885). Nach dem Abitur an der Großen Stadtschule in Rostock absolvierte er von 1904 bis 1909 ein Medizinstudium an der Universität Rostock und in Berlin. Nach der 1910 erfolgten Promotion und Approbation war er als chirurgischer Assistent in Hannover tätig. 1911 folgte eine Reise als Schiffsarzt nach Afrika und von 1911 bis 1913 die Arbeit am Pathologischen Institut der Universität Lausanne.
1913 wurde er Regierungsarzt in der deutschen Kolonie Deutsch-Ostafrika, hier widmete er sich der Bekämpfung der Schlafkrankheit am Tanganjika-See. Seine nächste Funktion war die des Hafenarztes und Chefs des Gesundheitsdienstes und eines Hospitals in Daressalam (Tansania). Im Ersten Weltkrieg wurde er Chefarzt des Feldlazaretts im ostafrikanischen Feldzug unter Paul von Lettow-Vorbeck und nach Kriegsende von den Briten in Ägypten interniert.
1920 wurde er im Auftrag der Niederländisch-Indischen Regierung im Kolonialdienst tätig, er besuchte das Tropeninstitut Amsterdam und war ab 1921 Pathologe am Medizinischen Laboratorium Weltevreden auf Java. Ab 1922 war er in Süd-Neuguinea; 1925 wurde er zum Professor ernannt. 1927 wurde er Leiter des Gesundheitsdienstes in Semarang (Mittel-Java) und von 1934 bis 1940 in Bandung (West-Java). Mit dem Überfall auf die Niederlande während des Zweiten Weltkrieges (10. Mai 1940) wurden alle Zivilisten mit deutschem Hintergrund im gesamten indischen Archipel festgenommen und interniert. Thierfelder wurde in Alas Vallei (Sumatra) interniert und dort und später im Interniertenhospital in Dehradun (Britisch-Indien) als Lagerarzt eingesetzt.
Zurück in Deutschland, war Thierfelder von 1948 bis 1952 Kreisarzt des Untertaunus in Bad Schwalbach. Danach ging er wieder nach Indonesien und wurde für die Indonesische Regierung tätig. Er wurde Leiter des Laboratoriums Kesehatan Daerah in Medan (Nordsumatra) und war 1955 Errichter und dann Leiter des Krebsforschungs-Instituts Lembaga Kanker in Bandung (West-Java), wo er bis zu seinem Tod arbeitete. 
Max Thierfelder war Vater von zwei Kindern, die ebenfalls in der Tropenmedizin tätig wurden. Sein Sohn Peter Albert (* 2. November 1920 in Lausanne, Schweiz) war von 1951 bis 1967 Arzt auf Sumatra und Borneo und seine Tochter Anne-Marie Kunigunde (* 30. Juli 1923 in Merauke, Neuguinea, † 5. September 2015 in Bern) von 1953 bis 1959 Ärztin auf Sumatra und in Bandung. Beide hatten Teile ihres Medizinstudiums an der Universität Rostock absolviert.

## Schriften (Auswahl)
- Beiträge zur Lehre vom Trachom:
  - 1. Das Trachom in Mecklenburg von 1902 bis 1907.
  - 2. Untersuchungen über das Vorkommen der sogenannten Körperchenzellen bei Trachom.
[Lösung der von der medizinischen Fakultät für das Jahr 1907/08 gestellten Preisfrage], Adler, Rostock 1909 (digital.zbmed.de)
- Über einen Fall von Phakokele bei Hornhauttuberkulose nebst anatomischem Befund. (Dissertation, 1910)
- De Hygiene in Bandoeng en Omstreken. (1940)
- Circulus hominis sanguinis deductur ex empiria pathologica. (1956)